# 短柄柏拉木
短柄柏拉木（学名：Blastus brevissimus）为野牡丹科柏拉木属下的一个种。

## 扩展阅读
- 維基物種上的相關：短柄柏拉木